# Andres Saal
Andres Saal (* 9. Maijul. / 21. Mai 1861greg. im Dorf Selja, heute Landgemeinde Tori, Estland; † 23. Juni 1931 in Los Angeles, USA) war ein estnischer Prosaschriftsteller.

## Leben
Andres Saal wurde im Kreis Pärnu als Sohn eines Landwirts geboren. Er besuchte die Dorfschule in Selja und die Kirchspiel-Schule in Tori. Anschließend bildete er sich selbständig weiter. 1880 legte er sein Lehrerexamen ab und war im Schuldienst tätig. Von 1884 bis 1890 war er Redakteur der Zeitung Olevik in Tartu, hörte Vorlesungen an der Universität Tartu und versuchte sich als Ladeninhaber. 1893 machte er in Bayern eine Ausbildung zum Fotografen und Zinkografen. Von 1894 bis 1897 arbeitete er in der Druckerei von Olevik.
1897 zog Saal als Fotograf nach Frankfurt am Main und 1898 weiter nach Indonesien. Er ließ sich auf Insel Java nieder. Ab 1902 arbeitete er in Jakarta (damals Batavia) als Fotograf für den topografischen Dienst der niederländischen Armee.
1920 zog Saal als Rentner in die Vereinigten Staaten, der Kontakt nach Estland riss allerdings nie ab. Saal starb 1931 in Kalifornien. Seine Asche wurde zunächst in Tartu, später in Tori beigesetzt.

## Werk
Andres Saal ist neben Eduard Bornhöhe der bekannteste Autor historischer estnischer Romane und der Nationalromantik in Estland. Er debütierte 1885 mit der Erzählung Põgenenud kloostri kasvandik.
Besonders die Trilogie der Romane Wambola (1889), Aita (1891) und Leili (1892/93) hat seinen Erfolg begründet. Saal schildert darin den frühgeschichtlichen Kampf der Esten und Liven um ihre Freiheit während des 12. und 13. Jahrhunderts. Seine Romane entsprachen dem Bedürfnis nach spannenden Abenteuergeschichten und historisch-patriotischer Verklärung der estnischen Vergangenheit.
Weitere historische Abenteuerromane sind Hilda (1890) und Uudu ja Meeta (1892) sowie die Erzählung Sõstra silmad (1890). Vom Burenkrieg handelt Priiuse ja isamaa eest (1903). In seinen Romanen Valge vanne (1904, als Buch erst 1912 erschienen) und Valgus hommikust (1929) nimmt er gegen den Kolonialismus Stellung.
Daneben schrieb Saal die historischen Abhandlungen Päris ja prii (zwei Bände, 1891/93), in dem er die estnische Geschichte von 1219 bis 1866 darstellt, und Üleüldine isamaa ajalugu (1893). Er veröffentlichte zahlreiche Reiseberichte.
Andres Saal übersetzte auch Lyrik Turgenews ins Estnische.